# Concierto para piano (Britten)
El concierto para piano, op. 13, fue compuesto por Benjamin Britten en la primavera de 1938 y estrenado el 18 de agosto del mismo año en Londres por la Orquesta de la BBC, bajo la dirección de Sir Henry Wood y el mismo comporitor al piano. Está dedicado al compositor Lennox Berkeley. En 1945, Britten revisó la obra y reescribió una nueva versión del movimiento lento. Esta versión fue estrenada en 1946.
Los movimientos del concierto son:
1. Toccata. Alegro molto e con brio
2. Valse. Allegro
3. Impromptu. Andante lento
4. Marche. Allegro moderato

Tiene una duración aproximada de 35 minutos.
- Datos: Q2497531